# Sicydium gymnogaster
Sicydium gymnogaster är en fiskart som beskrevs av Ogilvie-grant, 1884. Sicydium gymnogaster ingår i släktet Sicydium och familjen smörbultsfiskar. Inga underarter finns listade i Catalogue of Life.